# The Mercy Seat
«The Mercy Seat» (с англ. — «Престол Милосердия») — песня рок-группы Nick Cave and the Bad Seeds, впервые выпущенная на их пятом студийном альбоме Tender Prey в 1988 году. Занимает 116-ю строчку в списке редактора Rolling Stone Тобиаса Крисвелла «1001 величайшая композиция». Британский журнал New Musical Express включил данную композицию в свой список «500 величайших песен всех времён», разместив её на 397-й позиции.

## Содержание
Песня рассказывает историю о человеке, приговорённом к казни на электрическом стуле. Фраза «The Mercy Seat» (с англ. — «трон милосердия») является ссылкой одновременно к орудию казни и к Божьему престолу. Композиция полна христианских мотивов: Божий престол упоминается в ветхозаветной истории о Ковчеге, многократно повторяющиеся в песне строчки «An eye for an eye and a tooth for a tooth» (с англ. — «Око за око и зуб за зуб») являются ссылкой к книге Левит (глава 24, стихи 19-21), упоминающийся в песне «незнакомец в лохмотьях, умерший на кресте» (англ. some ragged stranger, died upon the cross), по всей видимости, Иисус Христос.
Как и многие песни Кейва, «The Mercy Seat» во многом автобиографична. Американский эссеист Роланд Бур в своей работе «Under the Influence? The Bible, Culture and Nick Cave» (с англ. — «Под влиянием? Библия, культура и Ник Кейв») заявил, что песня «обладает всеми признаками христологической автобиографии». Критики также отметили слияние в «The Mercy Seat» тем Ветхого и Нового Завета, в особенности в сопоставлении справедливости «око за око» и милосердии «незнакомца», Иисуса. Проблема закона и прощения так и осталась нерешённой.

## Версии
Оригинальная версия, изданная на Tender Prey основана на органе и электрогитарах. Акустическая версия «The Mercy Seat» вышла на дополнении к шестому альбому альбому группы The Good Son — диске Acoustic Versions from Tender Prey. Эта версия впоследствии была переиздана на сборнике B-Sides & Rarities. «The Mercy Seat» также исполнялась практически на всех концертах The Bad Seeds, начиная с 1988 года. Концертные версии песни вошли в альбомы Live Seeds (1993), Live at the Royal Albert Hall (записан в 1997 г., издан в 2008 г.), Live from KCRW (2013), а также в концертный мини-альбом Distant Sky: Live in Copenhagen (2018).

## Кавер
Американский исполнитель кантри Джонни Кэш записал «The Mercy Seat» как одну из песен о «невинных осуждённых» на своём альбоме American III: Solitary Man. Кэш услышал песню Кейва вскоре после просмотра новостей о казни в Техасе. Исполнитель сказал что «если человек просидел 25 лет, может быть, стоит подумать, не стал ли он хорошим человеком и хотим ли мы всё ещё убить его». Минималистическая версия Кэша основана на фортепиано и акустической гитаре.
В одном из интервью Кейв прокомментировал кавер-версию американского музыканта: «Как и все песни, которые он записывает, он сделал её своей. Он великий интерпретатор песен — это часть его гения.» Австралиец также с гордостью заявил: «Не имеет значения, что и кто говорит. Джонни Кэш записал мою песню!»